# Isaac Paha
Isaac Paha (ur. 23 maja 1959) – ghański piłkarz grający na pozycji środkowego obrońcy. W swojej karierze grał w reprezentacji Ghany.

## Kariera klubowa
W swojej karierze piłkarskiej Paha grał w klubie Sekondi Hasaacas FC, w którym grał w latach 1979-1989. W 1985 roku zdobył z nim Puchar Ghany.

## Kariera reprezentacyjna
W reprezentacji Ghany Paha zadebiutował w 1976 roku. W 1978 roku został powołany do kadry na Puchar Narodów Afryki 1978. Wystąpił w nim w pięciu meczach: grupowych z Zambią (2:1), z Nigerią (1:1) i z Górną Woltą (3:0), półfinałowym z Tunezją (1:0) i finałowym z Ugandą (2:0). Z Ghaną wywalczył mistrzostwo Afryki.
W 1982 roku Pahę powołano do kadry na Puchar Narodów Afryki 1982. Na tym turnieju zagrał w pięciu meczach: grupowych z Libią (2:2), z Kamerunem (0:0) i z Tunezją (1:0), półfinałowym z Algierią (3:2) i finałowym z Libią (1:1, k: 7:6). Z Ghaną po raz drugi został mistrzem Afryki.
W 1984 roku Paha został powołany do kadry na Puchar Narodów Afryki 1984. Na tym turnieju zagrał w trzech meczach grupowych: z Nigerią (1:2), z Algierią (0:2) i z Malawi (1:0). W kadrze narodowej grał do 1984 roku.